# تايغر غراهام
تايغر غراهام (بالإنجليزية: Tiger Graham)‏ هو لاعب كرة قدم أمريكي في مركز الهجوم، ولد في 10 فبراير 1998 في باولي ‏ في الولايات المتحدة. لعب مع بثلهام ستييل.